# Wi-Fi

Logo Wi-Fi

Wi-Fi is een certificatielabel ('logo') voor producten voor draadloze datanetwerken, die werken volgens de internationale standaard IEEE 802.11 (draadloos ethernet of wifi). Dergelijke producten maken gebruik van radiofrequenties in de 2,4-, 5- en/of 6GHz-banden die onder voorwaarden zonder licentie gebruikt mogen worden. De eisen voor dit logo worden vastgelegd door de Wi-Fi Alliance.
Een product komt in aanmerking voor het Wi-Fi-logo als door een onafhankelijk certificatiebureau is aangetoond dat aan bepaalde eisen op het gebied van functionaliteit, prestatie en interoperabiliteit is voldaan. Met name het laatste is van belang voor de consument, omdat dit garandeert dat producten met het Wi-Fi-logo samenwerken met producten van andere fabrikanten.
De Nederlander Cees Links wordt wereldwijd beschouwd als de grondlegger van wifi en Vic Hayes (ook Nederlander) als grondlegger van de IEEE 802.11-standaard.

## Naamgeving en uitspraak
Vaak wordt gedacht dat Wi-Fi en wifi afkortingen zijn van "wireless fidelity", als een knipoog naar de uit de audiowereld bekende term  hifi, hetgeen staat voor High Fidelity. In feite is het wel een woordspeling op hifi, maar betekent het niets anders dan een merknaam.
Niettegenstaande gebruikte de Wi-Fi Alliance in het verleden de term 'Wireless Fidelity' zelf ook in de leuze "The Standard for Wireless Fidelity". Vanaf eind 2000 werd deze leuze niet meer gebruikt in marketingmateriaal en ziet men af van een associatie met deze term. In online beschikbare documenten werd de term nog wel gebruikt, onder meer in een document uit februari 2004: "... wireless fidelity (Wi-Fi) network equipment." De Wi-Fi Alliance raadt tegenwoordig af deze term te gebruiken en noemt het gebruik ervan een te betreuren fout.
In het Engels wordt het uitgesproken als [wɑjfɑj]. In andere talen, waaronder in het Nederlands, wordt het behalve als [wɑjfɑj] ook uitgesproken als [wifi].
In de dagelijkse praktijk wordt de term, geschreven als wifi, vaak gebruikt als synoniem voor een draadloos thuisnetwerk in het algemeen. De schrijfwijze met een koppelteken (wi-fi) komt in het Nederlands ook voor.

## Topologieën

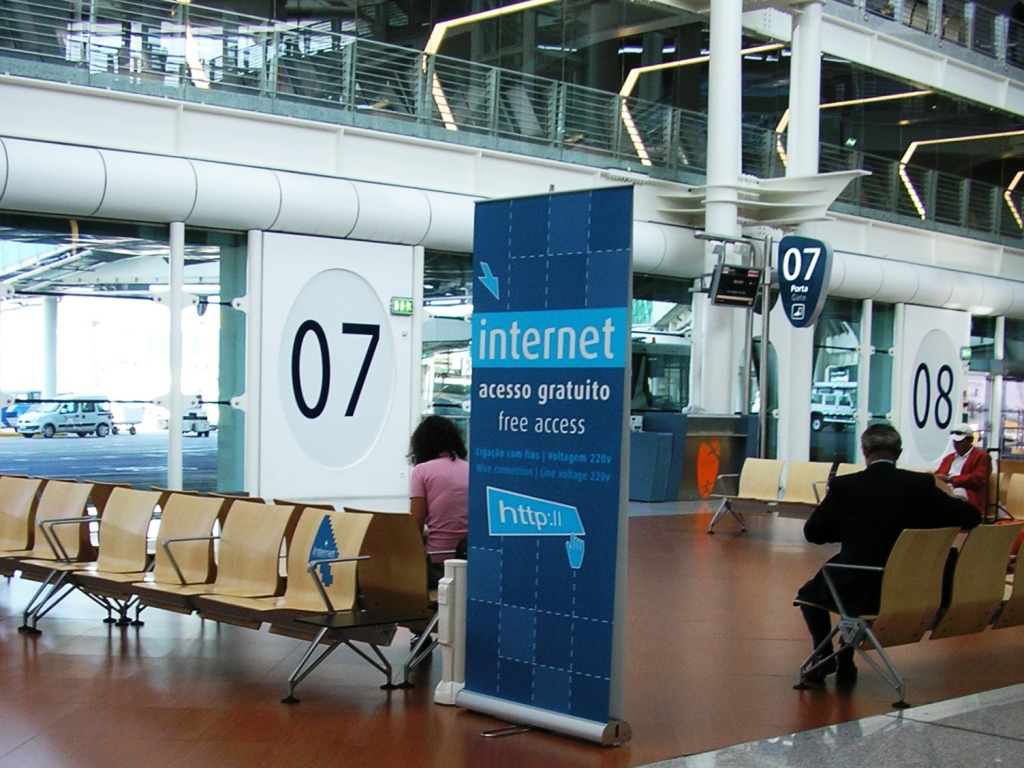
Hotspot in luchthaven

Wi-Fi definieert twee verschillende topologieën: ad hoc en infrastructuur. In ad-hocmodus communiceert een 802.11-client direct met een andere client. De maximale afstand tussen deze stations is daarmee automatisch begrensd tot het bereik van de beide zenders/ontvangers (afhankelijk van vele factoren, echter meestal maximaal zo'n 30 meter). In infrastructuurmodus wordt gewerkt met basisstations, in 802.11-termen access point genoemd. De basisstations zijn onderling verbonden door een ethernet-infrastructuur. Mobiele stations kunnen overschakelen van het ene naar het andere access point ('roamen'), zonder de verbinding met het netwerk te verliezen (vergelijk gsm).
Veel publiek toegankelijke locaties zoals vliegvelden, hotels en bibliotheken installeren basisstations waardoor de mobiele computergebruiker op deze locaties over internettoegang beschikt en gebruik kan maken van informatiediensten van de betreffende organisatie. Dergelijke (semi-)openbare basisstations worden ook wel inbelpunt of hotspot genoemd. Er zijn zowel gratis inbelpunten, als inbelpunten waarvoor een abonnement of een toegangskaartje tegen betaling nodig is. Kleine ondernemers kunnen met een geringe investering lokaal een wi-fi-netwerk opzetten.
De bandbreedte en het bereik van wifi zijn groter dan die van bluetooth. Om deze redenen is wifi een van de belangrijkste toegangsmethoden voor een alom aanwezig draadloos internet. Een keerzijde van wifi, met name vergeleken met bluetooth, is het relatief hoge energieverbruik. Dit is bij kleine apparaten met een beperkte batterijcapaciteit, zoals pda's, een probleem.

## Toegestaan

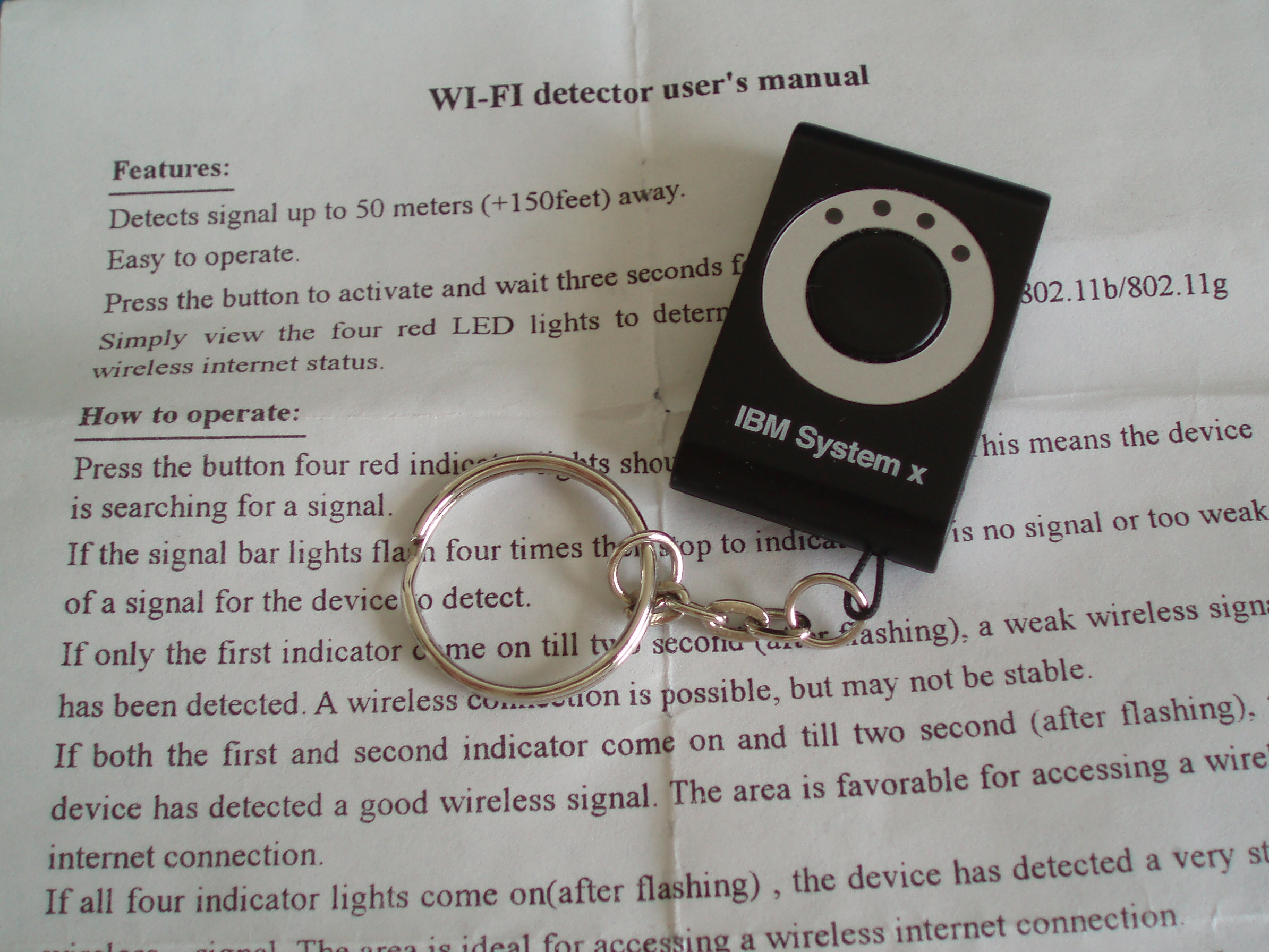
Wifi-detector als sleutelhanger

Wi-Fi-apparatuur valt binnen de EU onder de CEPT-regeling voor short-range devices. De voorwaarden voor licentievrij gebruik stellen beperkingen aan het uitgezonden vermogen (in Nederland anno 2015: 100 mW e.i.r.p. ("equivalent isotropically radiated power") voor de 2,4GHz-band, 200 mW e.i.r.p. voor de banden van 5,1-5,3 GHz en 1 W e.i.r.p. voor de banden van 5,4-5,7 GHz).
In sommige landen is 500 mW toegestaan. Er zijn daarom ook wifi-apparaatjes te koop van 500 mW, waarbij men soms beweert een bereik van 1000 meter te hebben. Met speciale richtantennes is met 100 mW een afstand van 500 meter te overbruggen.

## Versleuteling
Een belangrijk aandachtspunt bij wifinetwerken is de beveiliging van de door de ether verzonden informatie. Een wifiverbinding kan door middel van verschillende technieken worden versleuteld. De twee prominente standaarden zijn WEP en WPA. De WPA-standaard is in juni 2004 gestandaardiseerd als IEEE 802.11i, en WPA2, een verbetering op WPA, is sinds 2006 wijd in gebruik en vereist voor apparatuur met Wi-Fi-certificatie. WEP-beveiliging blijkt in de praktijk makkelijk te kraken; WPA of WPA2 worden daarom aanbevolen. WPA is slechts met zeer veel moeite te kraken, en WPA2 niet of nauwelijks. In oktober 2017 werd echter bekend dat wifinetwerken wereldwijd kwetsbaar zijn door meerdere beveiligingslekken in de WPA2-beveiliging.
Naar Belgisch recht pleegt men het misdrijf van externe hacking indien men zich toegang verschaft tot een wifinetwerk zonder dat men daarvoor de toestemming heeft gekregen van de titularis van het wifinetwerk, ook al is het wifinetwerk niet beveiligd.

## Wi-Fi Protected Setup (WPS)

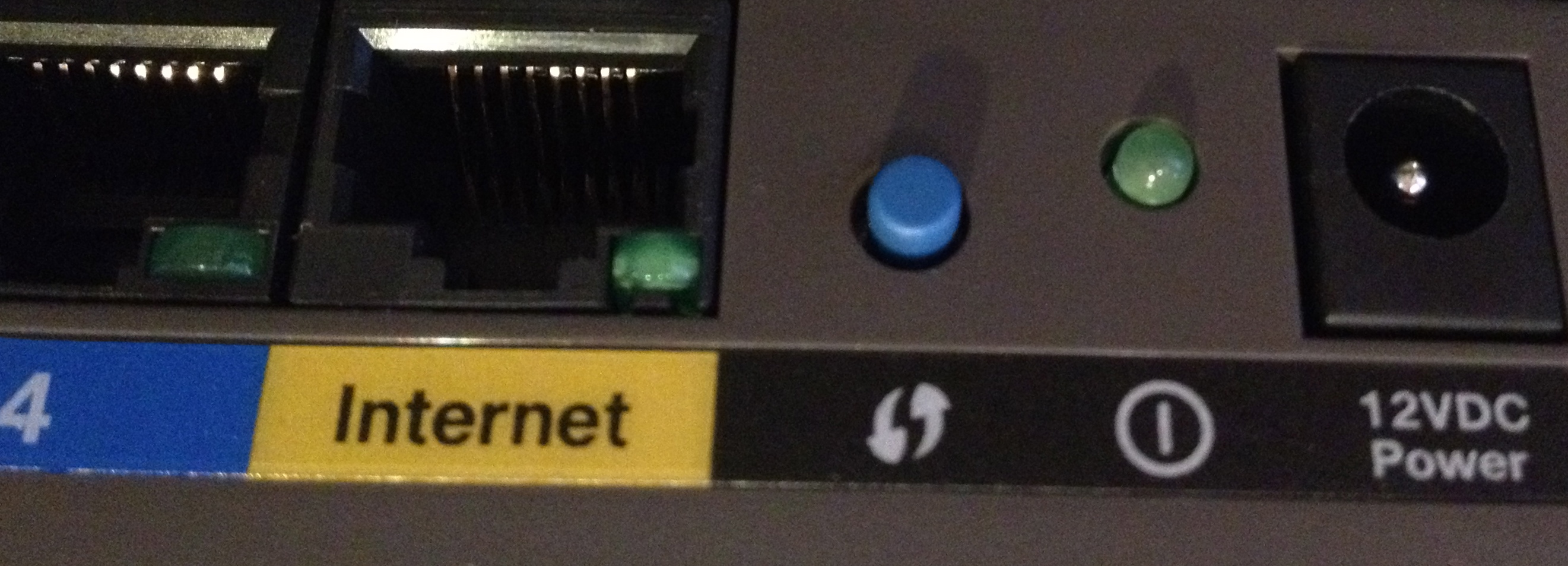
Het blauwe WPS-knopje aan de achterkant van een Cisco Systems E2500-wifirouter.

WPS is bedacht om de draadloze verbinding te kunnen configureren zonder ingewikkelde wachtwoorden (WEP key of WPA keys) te hoeven intypen. Het kan op twee manieren: Push Button en WPS Personal Identification Number (PIN). Bij de Push Button-methode moet er binnen circa 1 minuut een speciale WPS-knop op de draadloze router en op het verbindende apparaat ingedrukt worden. Beide apparaten wisselen vervolgens automatisch de sleutel uit en de verbinding komt dan tot stand. De meeste apparaten, waaronder wireless USB dongles ondersteunen push-button-setup. Sommige laptops, iOS-apparaten en andere apparaten ondersteunen Push Button niet omdat de functie ontbreekt.
De tweede methode, 'PIN', vereist het intypen van een pincode. Dat kan op twee manieren:
- het verbindende apparaat genereert automatisch een pincode die ingetypt moet worden in de draadloze router, of
- de draadloze router genereert een pincode die ingetypt moet worden op het apparaat.

De eerste methode is omslachtig omdat eerst een pincode gegenereerd wordt door de laptop, dan moet ingelogd worden op de router en pas dan kan de pincode ingevuld worden. De tweede methode is makkelijker omdat altijd dezelfde pincode gebruikt wordt die vaak op een sticker onder op de router of in de handleiding staat en dus rechtstreeks overgetypt kan worden. De tweede methode is ook handig voor smartphones of tablets. Een gebruiker van een smartphone of tablet hoeft dan alleen maar de pincode van het netwerk in te voeren op zijn/haar apparaat om in te loggen.
De pincode bestaat uit acht cijfers: zeven cijfers en een checksum.

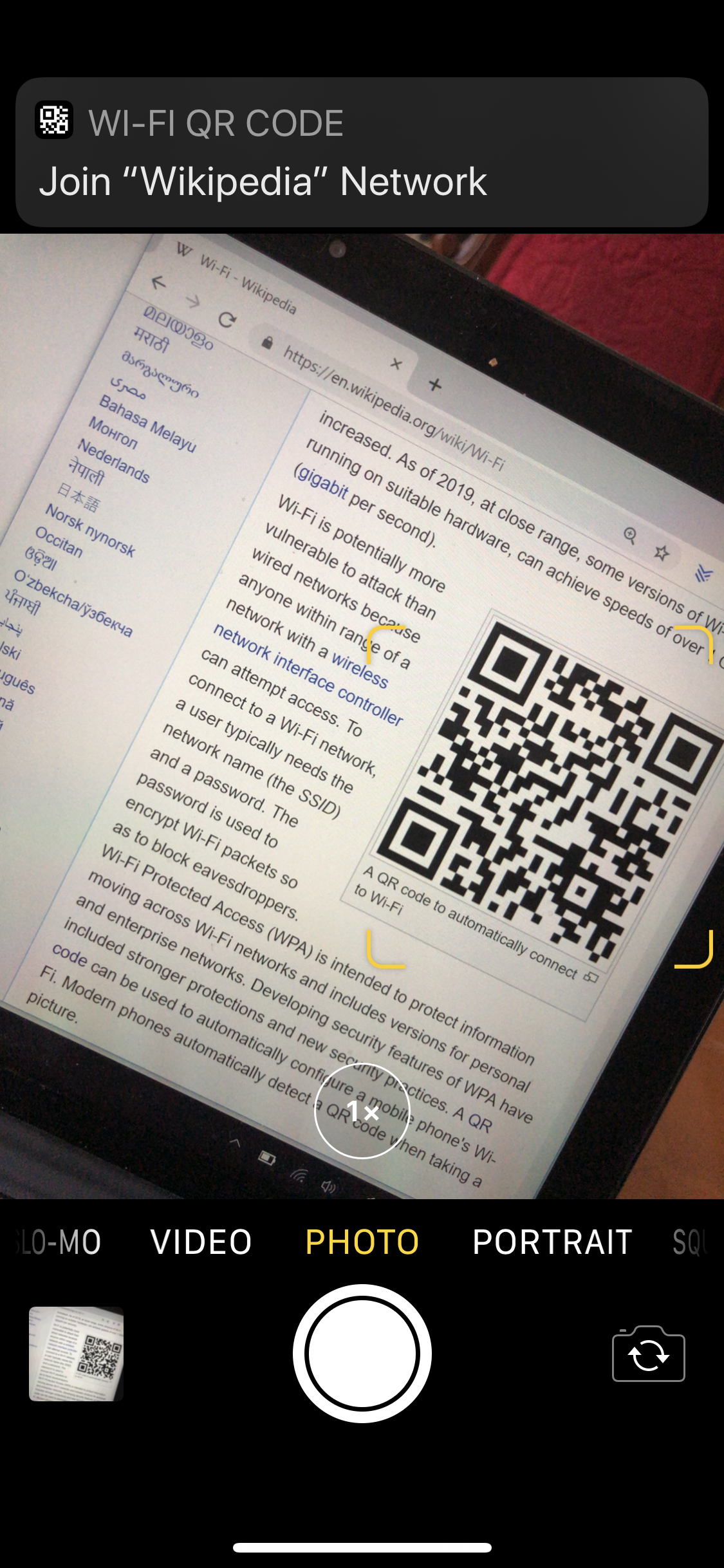
Een QR code om automatisch te verbinden met die Wi-Fi

## QR-code
Met behulp van een speciale QR-code kan een mobiel apparaat makkelijk gekoppeld worden aan een bepaald access point.

## Verstoring
De gebruikte licentievrijbanden van 2,4 GHz en 5 GHz worden gedeeld door verschillende gebruikers. De 2,4GHz-band is dezelfde band waarin ook magnetrons (voor verhitten van onder meer voedsel) werken, maar vele draadloze toepassingen maken gebruik van dezelfde band, zoals draadloze muizen en toetsenborden, video-overdracht (beveiligingscamera's en tweede televisie-aansluitingen), draadloze deurbellen, garagedeuropeners, hoofdtelefoons en veel andere apparatuur. Bij ingebruikname van deze apparatuur wordt aangeraden om de verschillende kanalen binnen de 2,4GHz-band te bekijken en het kanaal met de minste storing te kiezen. De 5GHz-band kent (2009) minder concurrerende gebruikers, maar doordat het gebruik van deze band naar verwachting zal toenemen zal de onderlinge verstoring ook groter worden.
De effecten die de gebruiker kan merken zijn: wegvallende data-verbindingen, beeldverstoring, niet-functionerende draadloze bediening. Het betreft hier onderliggende verstoring in dezelfde frequentieband die gebruikt mag worden en wordt daarom niet gezien als een schending van de EMC-normen, die de onderlinge storing met andersoortige apparatuur beschrijft.

## Wifi-standaarden
Er zijn verschillende wifi-standaarden:
- IEEE 802.11 werkt in de 2,4GHz-band en de bandbreedte is maximaal 2 Mbps.
- IEEE 802.11a werkt in de 5GHz-band en de bandbreedte is maximaal 54 Mbps.
- IEEE 802.11b werkt in de 2,4GHz-band en de bandbreedte is maximaal tot 11 Mbps. Deze technologie is al geruime tijd (sinds medio 2005) niet meer in de handel en wordt als achterhaald beschouwd. Toch worden er nog veel laptops gemaakt die dit type wifi-standaard ondersteunen.
- IEEE 802.11g is de opvolger van 802.11b en werkt in de 2,4GHz-band, de bandbreedte is maximaal 54 Mbps. De producten die gebruikmaken van 802.11g kunnen ook met de 802.11b-standaard overweg.
- IEEE 802.11n (WiFi 4) werkt in de 2,4- en de 5GHz-band en meerdere antennes. De bandbreedte van de n-versie is minimaal 150 Mbps, en kan oplopen tot 600 Mbps. Dit is 10 keer sneller dan de voorloper van de standaard (802.11g). In augustus 2009 werd de IEEE 802.11n een officiële standaard. Tot die tijd bestond er al enkele jaren apparatuur die met de voorlopige standaard werkte (IEEE 802.11n draft 2.0). Het Engelse woord 'draft' staat voor 'concept'. Van 2006 tot 2009 was er allerlei apparatuur die voldeed aan de IEEE 802.11n draft.
- IEEE 802.11u maakt roaming over wifinetwerken mogelijk. Een apparaat kan daarvoor gebruikmaken van externe wifinetwerken om automatisch contact te leggen met internet.
- IEEE 802.11ac (WiFi 5) werkt enkel in de 5GHz-band, dit via meerdere antennes.
- IEEE 802.11ax (WiFi 6 voor 2,4 en 5 GHz, WiFi 6E voor 6 GHz) is een opvolger van 802.11ac en introduceerde een nieuwe frequentieband; 6 GHz.[12]
- IEEE 802.11be (WiFi 7) Extremely High Throughput (EHT) introduceert 320 MHz bandbreedte, 16 spatial streams en 4096-QAM. Met een maximale doorvoer van 46 gigabits per seconde.

## Ontwikkeling in Nederland
Nederlandse ontwikkelgroepen hebben een belangrijke rol gespeeld in de standaardisatie van de initiële IEEE 802.11-standaard en de ontwikkeling van chipsets en producten:
- De NCR / AT&T / Lucent Technologies / Agere Systems vestiging te Nieuwegein, bekend onder de afkorting WCND (Wireless Communication Network Division), is actief betrokken geweest bij de standaardisatie, heeft specifieke geïntegreerde schakelingen ontwikkeld en heeft geruime tijd kaartjes en Access Points ontwikkeld en (laten) produceren. Na meer dan 15 jaar actief te zijn geweest in deze technologie, is de vestiging in Nieuwegein in december 2004 gesloten en heeft Agere Systems zich vrijwel geheel teruggetrokken uit de wifi-technologie. Een deel van de divisie is toen doorgegaan naar Motorola voor de chipontwikkeling van WiMAX en is daarna grotendeels overgegaan naar Broadcom om verder te werken aan de nieuwe wifistandaarden en -chips. Bij deze vestiging werkte ook de voorzitter van de IEEE-werkgroep: Vic Hayes. Deze wordt nog wel eens de vader van Wi-Fi genoemd.
- De voormalige No Wires Needed / Intersil / GlobespanVirata / Conexant vestiging te Bilthoven heeft eveneens een belangrijke bijdrage geleverd aan verscheidene standaards en implementeerde voor de ARM-microprocessor een 802.11-MAC die wordt gebruikt in vele clients en access points. De vestiging in Bilthoven is opgeheven na outsourcing naar India. Vanuit de vestiging in Bilthoven zijn nieuwe bedrijven ontstaan die zich bezighouden met Wi-Fi zoals Signalutions en Avinity.
- De Airgo Networks vestiging te Breukelen is actief betrokken bij de ontwikkeling van IEEE 802.11n (Pre-N) geïntegreerde schakelingen.

## Gezondheidsrisico's
Het Internationaal Agentschap voor Kankeronderzoek van de Wereldgezondheidsorganisatie plaatste in 2011 hoogfrequente elektromagnetische velden van o.a. mobiele telefoons en wifi in categorie 2B: 'mogelijk kankerverwekkend'. In 2005 bleek uit een meta-analyse van studies waarin onderzoek was gedaan naar in totaal 725 personen die beweerden te lijden aan elektrosensitiviteit dat geen bewijs kon worden gevonden voor hun beweringen. Volgens de Nederlandse overheid brengt elektromagnetische straling geen gezondheidsrisico's met zich mee.
De Britse Health Protection Agency (HPA) rapporteerde in 2014 dat de frequentie van wifi-netwerken ongeveer gelijk is aan die van FM-radio, tv en mobiele telefoons. Aangezien wifi-netwerken niet continu data verzenden, stelt de organisatie dat er in de praktijk minder blootstelling is aan wifistraling dan de straling van mobiele telefoons. In 2007 stelde de organisatie in reactie op een verontrustende mediareportage van het tv-programma Panorama dat waarschuwde voor wifi-straling in klassen, dat er onderzoek nodig was naar gezondheidseffecten van wifi-straling. Na voltooiing van dit onderzoek concludeerde de HPA in september 2011 dat tijdens een typerende les het draadloos netwerk nauwelijks actief is en de blootstelling daarmee relatief gezien gering is.
In Nederland liet de gemeente Alphen aan den Rijn onderzoek uitvoeren door de Universiteit Wageningen nadat ambtenaren de straling aanwezen als mogelijke oorzaak van de boomaantastingen. De eerste publicatie van onderzoeksresultaten in november 2010 suggereerde dat de elektromagnetische straling een rol zou spelen bij verslechterende gezondheid van bomen: in de laboratoriumsituatie bleek dat bladeren van esboompjes, na ruim drie maanden te zijn blootgesteld aan de straling van zogenaamde Wi-Fi Access Points, verdrogen en afsterven. Toch kon er geen verband worden vastgesteld met de verslechterde gezondheid.
Uit een vervolgonderzoek, waarin meer rekening werd gehouden met andere factoren, bleek dat er geen oorzakelijk verband kan worden vastgesteld tussen elektromagnetische straling (door wifi-routers en UMTS- en DVB-T-zenders) en boomaantastingen zoals bastknobbels, bastscheuren, bastnecrose en bastbloeding.